# Narutaka Ozawa

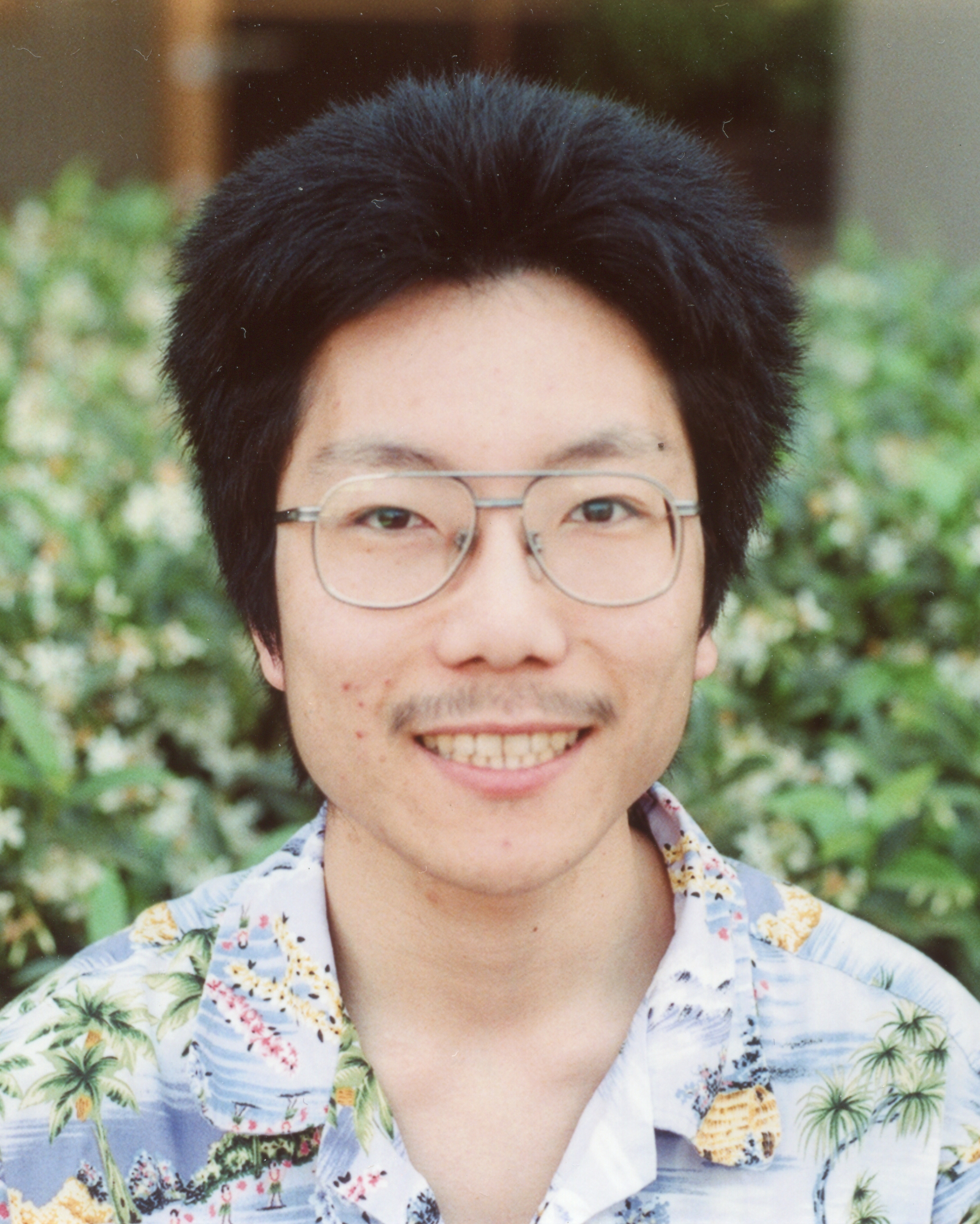
Narutaka Ozawa

Narutaka Ozawa (jap. 小沢 登高, Ozawa Narutaka; * 1974) ist ein japanischer Mathematiker, der sich mit Operatoralgebren und diskreten Gruppen befasst. Er ist Professor an der Universität Kyōto.

## Leben und Wirken
Ozawa studierte an der Universität Tokio, an der er 2000 bei Yasuyuki Kawahigashi promoviert wurde (Local Theory and Local Reflexivity for Operator Spaces) und an der Texas A&M University, an der er 2001 promoviert wurde (bei William B. Johnson, Gilles Pisier). An der Texas A&M erhielt er 2000 den Guseman-Preis. Er war Associate Professor an der Universität Tokio und der University of California, Los Angeles. Seit 2013 ist er Professor in Kyoto.
2009 erhielt er den Frühlingspreis der Japanischen Mathematischen Gesellschaft und 2006 deren Analysis-Preis, 2008 den Operator Algebra Prize of Japan und 2010 den Preis für Nachwuchswissenschaftler der Japan Society for the Promotion of Science. 2006 war er Invited Speaker auf dem Internationalen Mathematikerkongress in Madrid (Amenable actions and applications).
2005 war er Sloan Research Fellow.

## Schriften
- mit Nathaniel Brown: C*-Algebras and finite dimensional approximatons, American Mathematical Society, Graduate Studies in Mathematics 88,  2008
- Amenable actions and exactness for discrete groups, Compte Rendu Acad. Sci. Paris, 330, 2000, 692–695
- Solid von Neumann algebras, Acta Mathematica, Band 192, 2004, S. 111–117
- mit Sorin Popa: On a class {\displaystyle II_{1}} factors with at most one Cartan subalgebra, 2 Teile, Annals of Mathematics, Band 172, 2010, S. 713–749, American Journal of Mathematics, Band 132, 2010, S. 841–866
- Weak amenability of hyperbolic groups, in: Groups, Geometry an Dynamics, Band 2, 2007, 271–280